# Anidorus
Anidorus är ett släkte av skalbaggar som beskrevs av Étienne Mulsant och Claudius Rey 1866. Anidorus ingår i familjen ögonbaggar.
Släktet innehåller bara arten Anidorus nigrinus.